# 第三文化小孩
第三文化小孩是一個全球國際化的產物，意指一個“在孩提時代於一或多個不屬於自己的原有文化中，處於有影響的一段時間，接而將不同文化特質及思想融入自己原有文化之中”的人。這個人的文化背景是由家長的第一文化（雙親也有可能是不同文化的），和他成長當地的第二文化，所融合而成的第三文化。
隨著國際間交流的性質，第三文化小孩出於下列幾種家庭職業：傳教（17%）、從商（16%）、政府機關（23%）、美軍人員（30%）及其他（14%）。
自從於1960年代社會學家Ruth Hill Useem 使用此詞，此次文化是被國際間的學者熱烈研究的一門科目。通常這些第三文化的人會比較認同其他同背景的人，不論國籍，甚至過於同國非第三文化的人。

## 出處及研究
社會學家Ruth Hill Useem 在印度與她的三個孩子生活的時候開始注意到這個第三文化的形成。一開始「第三文化」是指適應另一個文化的學習過程，漸漸轉換成一個稱呼這一種環境下長大的人。一個第三文化的小孩會漸漸的將不屬於自己原有的文化融入它本身，他會與周遭的文化環境建立關係，但不受任一個文化的全部限制。要成為一個第三文化的孩子，必須同父母進入一個外國的文化，不然則無法擁有他父母的文化教育。參加國外教學交換計畫，即是一個不成為第三文化孩子的例子。
前美國國務院教育顧問Kay Branaman Eakin曾與在國外生活後返回美國的美國家庭一起工作。 她描述第三文化孩子為「在孩童時期在一種或以上的文化中度過了相當長一段時間的人，從而將這些文化中的元素和自身出生的文化結合，成為第三種文化」。
這一方面的研究分為兩種方向，一為成人的第三文化孩子試圖去了解何解釋他們所歷經的過程，二為美國軍方所贊助對外派人員之子女的研究。研究的內容包括成人的現在生活狀況。
雖然多項研究的結果顯示相似的結論，但是有一些國際的質疑是否有一個實際的“文化”存在。

## 家庭
第三文化的孩子通常出於成功，完整及高教育水準的家庭。當一個組織決定將一人派往國外時（不論是公司，教會或政府機關），組織是做一項可觀的投資。組織會希望派遣最優秀的人才來代表其組織，以達到最大的投資價值。因此，第三文化的孩子會有較大的機會出於一個至少一個擁有大學學位的家庭。幾乎所有的第三文化家庭都是因父親的職業而派駐在外，極少是由媽媽的關係而出國的。但是由於女性出任主管要職的派任有增加趨勢，因此隨母親出國而成為第三文化兒童的實例也逐漸增多。
調查研究的結果顯示，通常第三文化家庭會比一般家庭完整，因為一個離婚的父親或母親比較不會願意讓另一方將孩子帶離本國。“因為出外的是一個核心家庭的成員，成員中互相扶持的心理，比較地緣關係不變的大家庭，來的重要穩固。” 但過於封閉依賴的家庭也有機會成為家暴的受害者。“當一個親子溝通良好的核心家庭成間員的關係堅強的時候，對小孩的發展是很有好處的。但是反觀如果不是的話，結果也會很悲慘的，體罰，生理跟心理的虐待，會因種種因素而不被他人察覺，有如尊重同事家庭隱私等原因。”

## 贊助單位
第三文化孩子前往的國家及地區，會因家長的職業、組織性質而有所不同，組織也會左右派駐的時間長短，融入當地文化的程度，以及家庭與家長文化的互動關係。

### 軍事單位
由於軍方的工作性質，派駐的時間只不過幾年，大約41%的軍方孩子，在國外的時間不超過5年。
軍方基地意在自立自足，所以軍方與當地的人文接觸會最少。即使是據在國內的軍方子女，也有可能因居住於宿舍社區的關係而擁有不同於大眾的文化。在接下來的五種分類中，軍方家長的教育水準是最低的，以美國軍方為例，大約36%的家庭中有一方家長擁有高學歷。這一個數字比一般大眾的比例要高。
由於美國強大的國力和廣大的據點，美國有許多外派的軍人。

### 政府組織
非軍方政府組織的第三文化孩子，如外交部和經濟處，會因派駐的時段最長久的關係，而在多數國家內居住過。44%的孩子居住過超過四個國外的國家，44%的孩子也在持有護照國外居住超過十年以上。這些孩子會與當地的文化有一定程度的接處和融入。

### 傳教
傳教單位較長在同一個國家所待的時間較為長久，85%在國外住過超過十年，而有72%只住過單一個國家。傳教士的孩子通常與當地的人擁有最多的接觸，而與自己護照持有國的文化與人接觸最少。他們是最有可能融入當地的文化的孩子。

### 從商
在國際企業工作的家庭也會在國外待可觀的一段時間。多國及長期是特徵，與當地的人也會有一定的融入。

### 其他
其他的包括非以上所訴的家庭。可為國際婚姻的家庭，外派媒體等等。此類的小孩與其他的文化接觸的深度差異會比較大。

## 跨越文化的經歷
第三文化孩子的相同特徵有多語表達能力，容易接受他人文化思想，長期有懷念「家鄉」的感覺，以及希望與遠方的朋友保持聯繫的慾望。這種生活模式會漸漸使個人搬家換環境更容易。
許多的第三文化孩子會花幾年的時間去適應一個新的環境，而常常再回到本國的時候，因為已經習慣居住地的習慣，受到反向文化衝擊。與其他在同一地單一文化長大的同輩相比，第三文化孩子擁有更寬闊的國際觀。許多這類的孩子會選擇一個常常旅遊或外派國外的生活方式和工作。網路上漸漸有越來越多的資訊與工具來幫助這些人保持溝通。
第三文化孩子獨特的成長方式，多元的人際和文化接觸，使得他們發展出與眾不同的世界觀。然而，這也使他們與沒有經歷過這一種環境的人接觸時，難以建立較深的話題。他們擁有較獨立的個性，對於他人的文化有一定的敏感度，也容易與任何文化的人相處。第三文化孩子通常有某種程度的家庭背景，而會因此生活在他們的次文化中，比如在沒有當地小孩的學校裡就讀。又譬如: 就讀於以英語或法語為基本的國際學校。
因為搬遷頻繁，成長在高度變動與文化交錯的世界，第三文化孩童經常有幾個經歷: 沒有從小到大一起長大的同班同學(同輩)及師長(長輩)；沒有長久住在一起的老鄰居；有學不完的語言課程，包括父母的母語及居住地的官方與地方語言。一般而言，與生於斯長於斯的孩子相比較，擁有多次國際性遷居的孩子有不同以下的人格特質，如:擁有適應新環境的能力、較能接受不同的意見、對新的生活經驗有比較開放的心態。面對新國家、新城市、新文化、新風俗、新語言、新學校、新鄰居，甚至新的天候，新的食物都是父母與孩子共同的話題。
關於第三文化孩童面臨搬遷所經歷的過程，可以歸納為五個階段，這五個階段各有不同的心境轉換。無論是大人或小孩，都不妨驗證自己的搬遷過程。
[階段一]對目前所住地方有歸屬感 (一切都很好)
[階段二]面臨離開 (我們真的想走嗎?真的要走了嗎?)
[階段三]轉換期 (任何事都有可能)
[階段四]摸索期(這樣也還好嘛)
[階段五]再度出現歸屬感(一切都OK了)
從階段三到階段四，時程越短，越容易進到完全適應的階段五。也越容易融入新的環境。
階段三如果遇到許多挫折或困頓，甚至學習障礙情緒糾結，就會讓適應問題愈發困難。有時候會產生憂鬱症或躁鬱症的心理情緒，需要進行心理治療。
長大之後，有些第三文化孩子會理解到他們面對文化衝擊的經驗，進而從多元化的經歷當中獲得更寬闊的世界觀；另一些則會用他們成人的時間去理解這些議題。
許多第三文化孩子會有身份認同的危機：他們不知道自己從哪裡來，和他們歸屬於何地。對於第三文化的孩子，他們可以用護照的歸屬來聲明自己是哪國人，但是除此之外，更無其他的事物可以讓他定義他的身份。他們對於回答這類問題會有困難。因此，他們會覺得自己既不歸屬於任何地方，又歸屬於任何地方。有些人會對特定的一個文化或國家感到特別的認同，也有些會以世界公民自稱。

## 特徵
在美國，第三文化孩子比一般人取得學士學位的比例高出四倍（81% vs 21%）。